# Paratropus elongatus
Paratropus elongatus är en skalbaggsart som beskrevs av Thérond 1959. Paratropus elongatus ingår i släktet Paratropus och familjen stumpbaggar. Inga underarter finns listade i Catalogue of Life.